# Groß Quenstedt
Gross Quenstedt est une commune allemande de l'arrondissement de Harz, Land de Saxe-Anhalt.

## Géographie
Groß Quenstedt se situe sur la Holtemme.
|  | Schwanebeck    |
|  | Groß Quenstedt |
|  | Halberstadt    |

Groß Quenstedt se trouve sur la Bundesstraße 245 et la ligne de Magdebourg à Thale.

## Jumelage
- Wathlingen  Basse-Saxe

## Personnalités liées à la commune
- Valentin Kuhne (1656-1707), sculpteur

## Source, notes et références
- (de) Cet article est partiellement ou en totalité issu de l’article de Wikipédia en allemand intitulé « Groß Quenstedt » (voir la liste des auteurs).